# Amritsar Cantt.
Amritsar Cantt. é um cantão no distrito de Amritsar, no estado indiano de Punjab.

## Demografia
Segundo o censo de 2001, Amritsar Cantt. tinha uma população de 11,300 habitantes. Os indivíduos do sexo masculino constituem 63% da população e os do sexo feminino 37%. Amritsar Cantt. tem uma taxa de literacia de 81%, superior à média nacional de 59.5%; com 66% para o sexo masculino e 34% para o sexo feminino. 11% da população está abaixo dos 6 anos de idade.